# Ptilogyna (Plusiomyia) tasmaniensis
Ptilogyna (Plusiomyia) tasmaniensis is een tweevleugelige uit de familie langpootmuggen (Tipulidae). De soort komt voor in het Australaziatisch gebied.